# William Oswald Mills

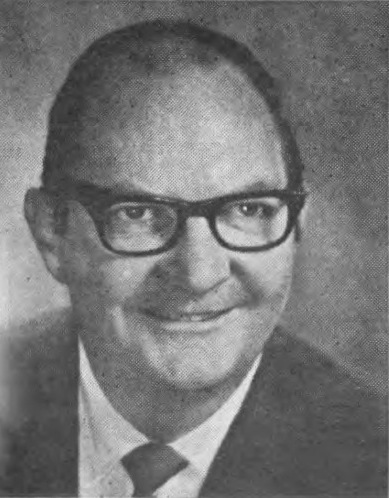
William Oswald Mills, 1973

William Oswald Mills (* 12. August 1924 in Bethlehem, Caroline County, Maryland; † 24. Mai 1973 in Easton, Maryland) war ein US-amerikanischer Politiker. Zwischen 1971 und 1973 vertrat er den Bundesstaat Maryland im US-Repräsentantenhaus.

## Werdegang
William Mills besuchte die öffentlichen Schulen seiner Heimat. Während des Zweiten Weltkrieges diente er seit 1942 in der US Army in Europa unter dem Kommando von General George S. Patton. Zwischen 1946 und 1962 arbeitete Mills für die Telefongesellschaft Chesapeake and Potomac Telephone Co. Politisch war er bis 1970 Mitglied der Demokratischen Partei, danach wechselte er zu den Republikanern. Noch als Demokrat arbeitete er seit 1962 für den republikanischen Kongressabgeordneten Rogers Morton. Er blieb bis 1971 im Stab von Morton. Nach dem Rücktritt Mortons, der US-Innenminister wurde, wurde Mills bei der fälligen Nachwahl als Republikaner für den ersten Sitz von Maryland zu dessen Nachfolger im US-Repräsentantenhaus in Washington, D.C. gewählt, wo er am 25. Mai 1971 sein neues Mandat antrat. Nach einer Wiederwahl konnte er bis zu seinem Tod im Kongress verbleiben.
Am Morgen des 24. Mai 1973 wurde William Mills in der Nähe seines Hauses in Easton tot aufgefunden. Die Autopsie ergab, dass er sich selbst erschossen hatte. Man vermutete zunächst, dass einige Todesfälle in seinem Umfeld und daraus resultierende Depressionen der Anlass für diese Tat gewesen sein könnten. Allerdings wurde wenige Tage vor seinem Tod bekannt, dass er in seinem Wahlkampf eine vermeintlich illegale Zahlung aus dem Wahlkampffonds von Präsident Richard Nixon erhalten hatte. Durch diese Affäre sah Mills seine politische Laufbahn als beendet an. Später wurde festgestellt, dass die Wahlkampfspende zu diesem Zeitpunkt nicht illegal gewesen war.